# ソ連運輸省2TE121形ディーゼル機関車
2TE121形（ロシア語: 2ТЭ121）は、ソ連運輸通信省が1978年から導入したヴォロシロフグラードディーゼル機関車工場（現：ルハンシクテプロヴォーズ）製の電気式ディーゼル機関車。総出力8,000 HP（5,884 kW）を目標に開発された貨物用機関車である。

## 概要

### 製造までの経緯
第二次世界大戦後のソ連国鉄では輸送力の増大に伴いディーゼル機関車に搭載されるディーゼルエンジンの出力増強が続き、1960年代初頭の時点で2TE10L形に搭載されている10D100形（12気筒2シリンダー、3000 HP、750 rpm）が最大となっていた。だが、その後も増え続ける需要を満たすためにはそれ以上の出力を有するディーゼル機関車の製造が不可欠となり、1960年代以降ソ連各地のディーゼル機関車を製造する工場では4,000 HPの出力を持つディーゼルエンジンおよびそれを搭載するディーゼル機関車の開発が進められた。その中でヴォロシロフグラードディーゼル機関車工場は1974年に4,000 HPの出力を有する2-5D49形エンジンを搭載したTE129形を東ドイツ国鉄向けに、翌1975年にはTE120形をソ連国鉄向けに1両ずつ試作した。これらの試験結果を基に、1978年に最初の車両（2TE121-001）が製造されたのが2TE121形である。

### 構造
重連運転を前提にした箱形車体を有しており、運転台は片側のみに設置されているが、単機での運用も可能なよう設計がなされた。前面は初期に製造された4両（001-004）は横から見て「Σ」形の構造になっている一方、005以降は直線的な外見に改められた。運転台は機器室と独立したモジュール構造になっており、主要機器の騒音や振動が低減された。台車はボルスタレス式の3軸ボギー台車を用い、車輪径は粘着力を高めるため従来の機関車の1,050 mmから1,250 mmに変更された。
ディーゼルエンジンはコロムナ工場で開発された2段過給式・16気筒V型4ストローク機関である2V-5D49形（4,000 HP、1,000 rpm）を各車体に1基ずつ搭載し、三相交流同期発電機のA-712U2形を直接稼働させていた。そこから生じた交流電力はシリコン整流器を介して直流電力に変換され、各車体に6基備わっているGC-504A形6極直列励磁電動機（409 kW、1,910 rpm）へ送られた。制動装置は空気ブレーキと発電ブレーキが搭載されており、発電ブレーキ使用時には電動機を発電機として使用し、3,200 kW分の制動力を生み出していた。

## 試験・運用
最初に製造された2TE121-001は製造後に試験運転が行われたが、軸重が26.5 tと重く、ソ連の多くの非電化路線における最大軸重に対応していなかった。それを受け、翌1979年から1983年にかけて軸重を25 tに抑え車体長も21,000 mmに短縮した3両の試作車（002 - 004）が製造され、再度試験運転に用いられた。そして同年に製造された2TE121-005は冷却装置が変更された他、前面形状が直線型に改められた。以降はこの車両を基に量産が行われ、1992年までに試作車も含め計76両が製造された。
量産車は高出力のためより高速で重量級の貨物列車を牽引する事が可能となった他、2TE10V形より燃料消費量が8-10％削減され、運転台の作業環境の改善なども高い評価を得た。だがその一方で各部品の故障が頻発し、1987年にはソ連国鉄側からも公式文書で2TE121形の導入に疑問を呈するほどであったが、当時のヴォロシロフグラードディーゼル機関車工場は他形式の機関車の大量生産も同時に実施しており、ベアリングを始めとした部品の安定した供給は難しい状況だった。
その後、1992年12月のソビエト連邦の崩壊の影響で貨物輸送量が大幅に減少し財政面でも問題が生じた事から、2TE121形の走行路線を継承したロシア鉄道とウクライナ鉄道はそれ以上の導入を取りやめた。更に構造が複雑だった事から製造メーカーであるルガンスクディーゼル機関車工場以外での修繕は困難であり、前述の通り部品調達も難しい状況であった。その結果、1990年代までにウクライナ鉄道が所有していた2TE121形は全車運用から離脱し、ロシア鉄道の残存車も2000年代までに引退した。